# (4624) Stefani
(4624) Stefani (1982 FV2) – planetoida z pasa głównego asteroid okrążająca Słońce w ciągu 5,33 lat w średniej odległości 3,05 j.a. Odkryta 23 marca 1982 roku.